# Benahadux-Pechina
Benahadux-Pechina (hiszp. Estación de Benahadux-Pechina) – stacja kolejowa w Benahadux, w Prowincji Almería, we wspólnocie autonomicznej Andaluzja, w Hiszpanii. Obsługuje również pobliską gminę Pechina.

## Położenie stacji
Znajduje się na linii kolejowej Linares Baeza – Almería w km 243,906.

## Linie kolejowe
- Linia Linares Baeza – Almería